# Herman Prigann

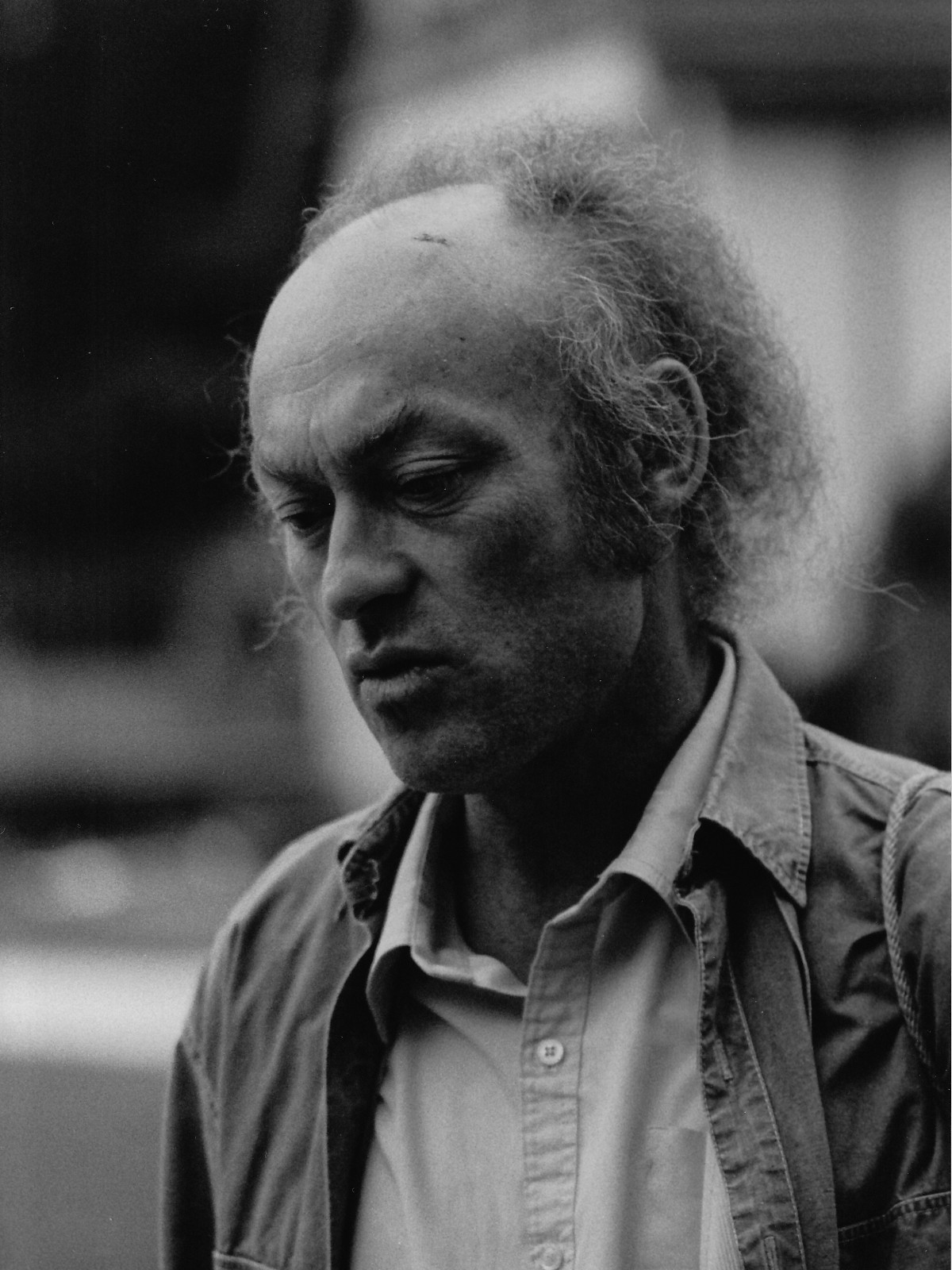
Herman Prigann 1993

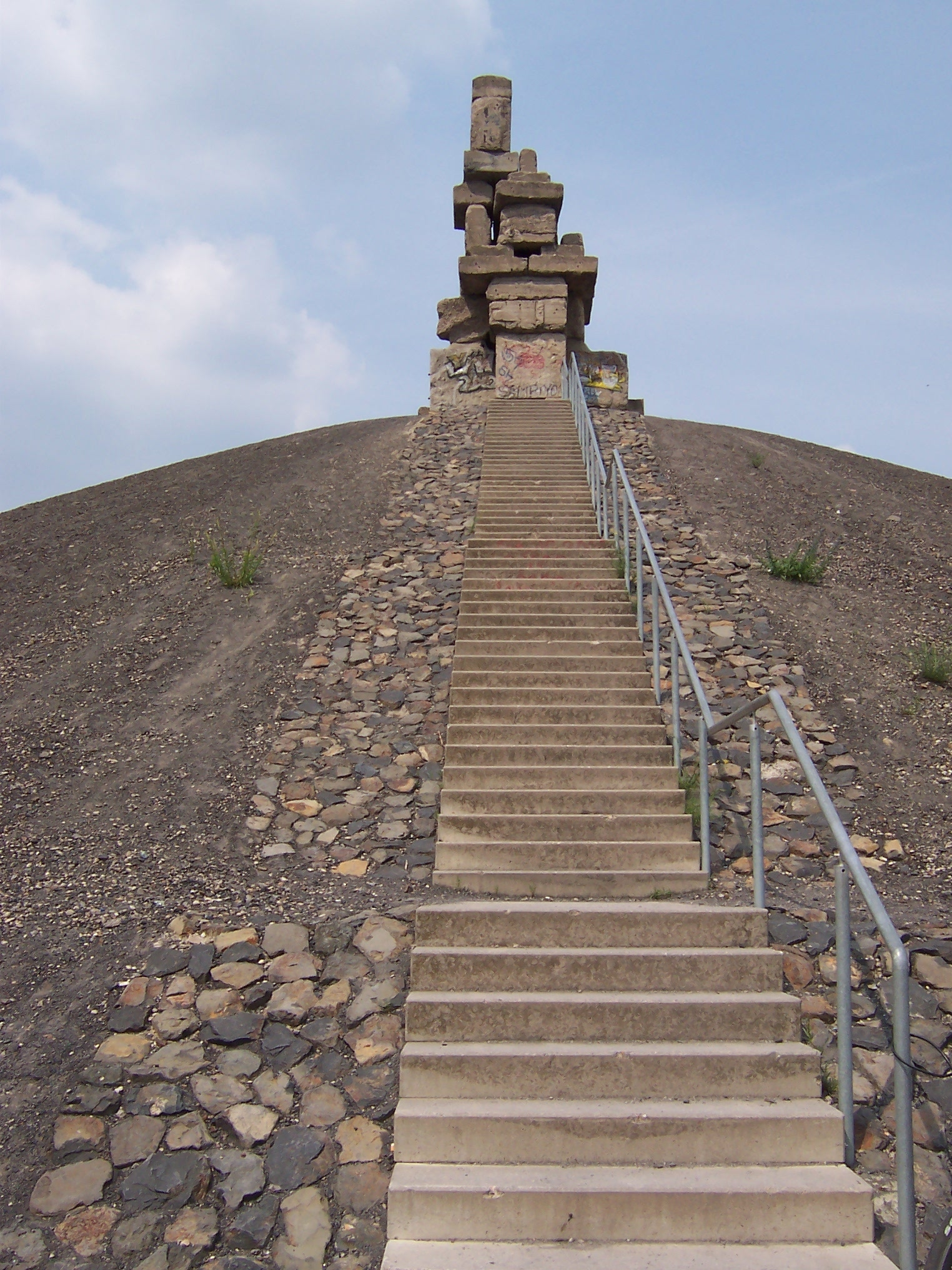
Himmelstreppe von Herman Prigann

Herman Prigann (* 19. Juli 1942 in Recklinghausen; † 9. Dezember 2008 in Portals Nous) war ein deutscher bildender Künstler der Land Art und Ökologie.

## Leben
Prigann studierte von 1963 bis 1968 Malerei und Stadtplanung an der Hochschule für bildende Künste Hamburg. 
1965 gründete er mit Gunter Gerlach, Dieter Glasmacher, Werner Nöfer und Dirk Zimmer (Dizi) die Künstlergruppe Cruizin 4 (Syndikat für Kunstbetrieb) in Hamburg.
Unmittelbar nach dem Studium begann Prigann die Realisierung einer Vielzahl von Projekten in der Aktionskunst und darstellenden Kunst.
Seit 1974 lebte Herman Prigann in Portals Nous auf Mallorca.
Nach der deutschen Wiedervereinigung gehörte Prigann zu den Initiatoren des I. Symposiums 1991 im ehemaligen Tagebau Greifenhain. Gemeinsam mit der Veranstaltungsorganisation Förderverein Kulturlandschaft Niederlausitz e.V. unter der Leitung von Heinrich Schierz leistete Herman Prigann organisatorische Beiträge sowie seine künstlerische Abschlussaktion Feuerlinie.
An der III. Europa Biennale Niederlausitz 1995 konnte sich Prigann mit seinem Projekt Gelbe Rampe beteiligen, das er 1993 während der II. Europa Biennale begonnen hatte.
Von 1994 bis 1998 war Prigann ein Mitarbeiter von Rolf Kuhn, dem damaligen Direktor der Stiftung Bauhaus Dessau.
Herman Prigann war verheiratet. Der Ehe entstammen die Töchter Aisha, Alice May und Jennifer. Gemeinsam betreiben sie eine Werkschau im Internet.

## Position

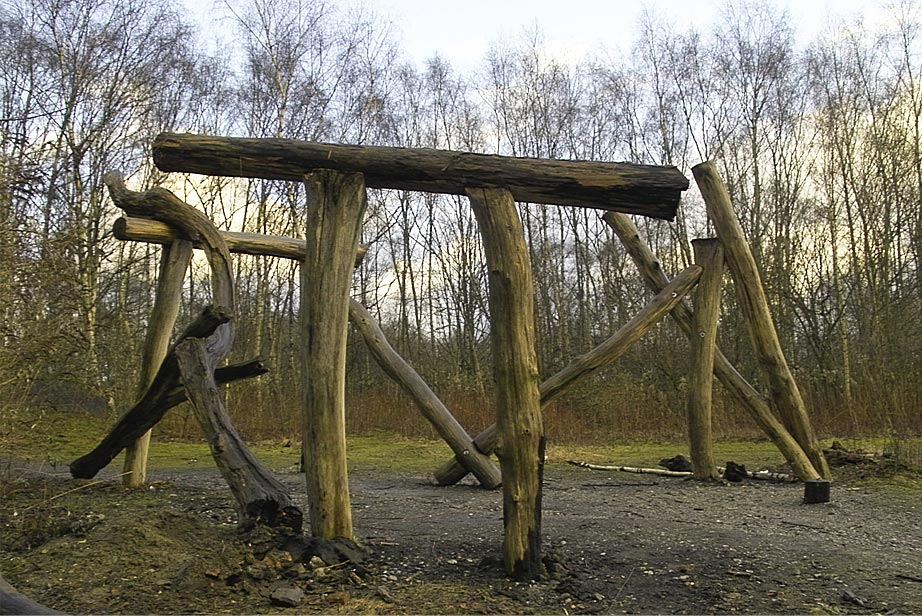
Mondholz (Halde Rheinelbe)

Prigann befasste sich in seinen Arbeiten mit Fragen der Umweltgestaltung, der Raumerschließung und der Umnutzung alter Bauten (vorrangig Industrieanlagen) unter ökologischen Gesichtspunkten. Seine Arbeiten haben stets lokalen Bezug und sind teilweise Versuche der Vergangenheitsbewältigung. Prigann arbeitete auf internationaler Ebene, doch die meisten Projekte befinden sich in Deutschland.

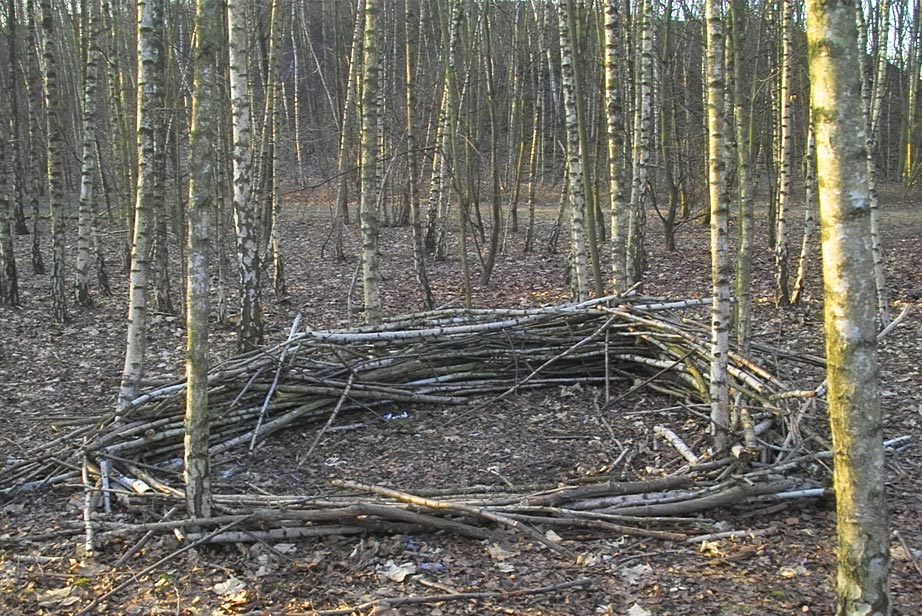
Birkennest (Halde Rheinelbe)

Der Künstler arbeitete mit Naturmaterialien wie Baumstämmen, Steinen und Sand. Wichtig war ihm dabei, dass das verwendete Material einen Bezug zum jeweiligen Ort hat, von dort stammt oder mit der Geschichte verknüpft ist. Bei seinen Projekten im Ruhrgebiet verwendete er daher vorzugsweise Abfall-Materialien des Industrie-Zeitalters wie alte Mauerstücke, Betonblöcke und Stahlteile.
Neben seinen technisch teilweise aufwendigen Großprojekten schätzte Prigann aber auch die spontane, spielerische Arbeit mit in der Natur vorgefundenen Materialien wie Blättern, Zweigen, Blüten etc. Um diese einfache Form von Naturkunst zu vermitteln, bot Prigann gelegentlich Wochenend-Seminare an.

## Projekte (Auswahl)

### Skulpturen-Wald Rheinelbe in Gelsenkirchen
Die Umgestaltung der Halde Rheinelbe in Gelsenkirchen-Ückendorf ist ein herausragendes Beispiel für Priganns Arbeit. Er realisierte hier im Zuge der IBA Emscherpark eine Reihe großer und kleiner Skulpturen. Die bekannteste ist die Himmelstreppe, die, aus mächtigen Betonblöcken aufgeschichtet, auf dem höchsten Punkt der Halde steht. Sie gehört zur Reihe der Landmarken im Ruhrgebiet. Ebenfalls auf dem Gelände der ehemaligen Zeche realisierte Prigann im Schalthaus seine Skulptur „hängende wälder/balance“, die durch die Klanginstallation „technische Natur“ von Honke Rambow eindrucksvoll ergänzt wurde.

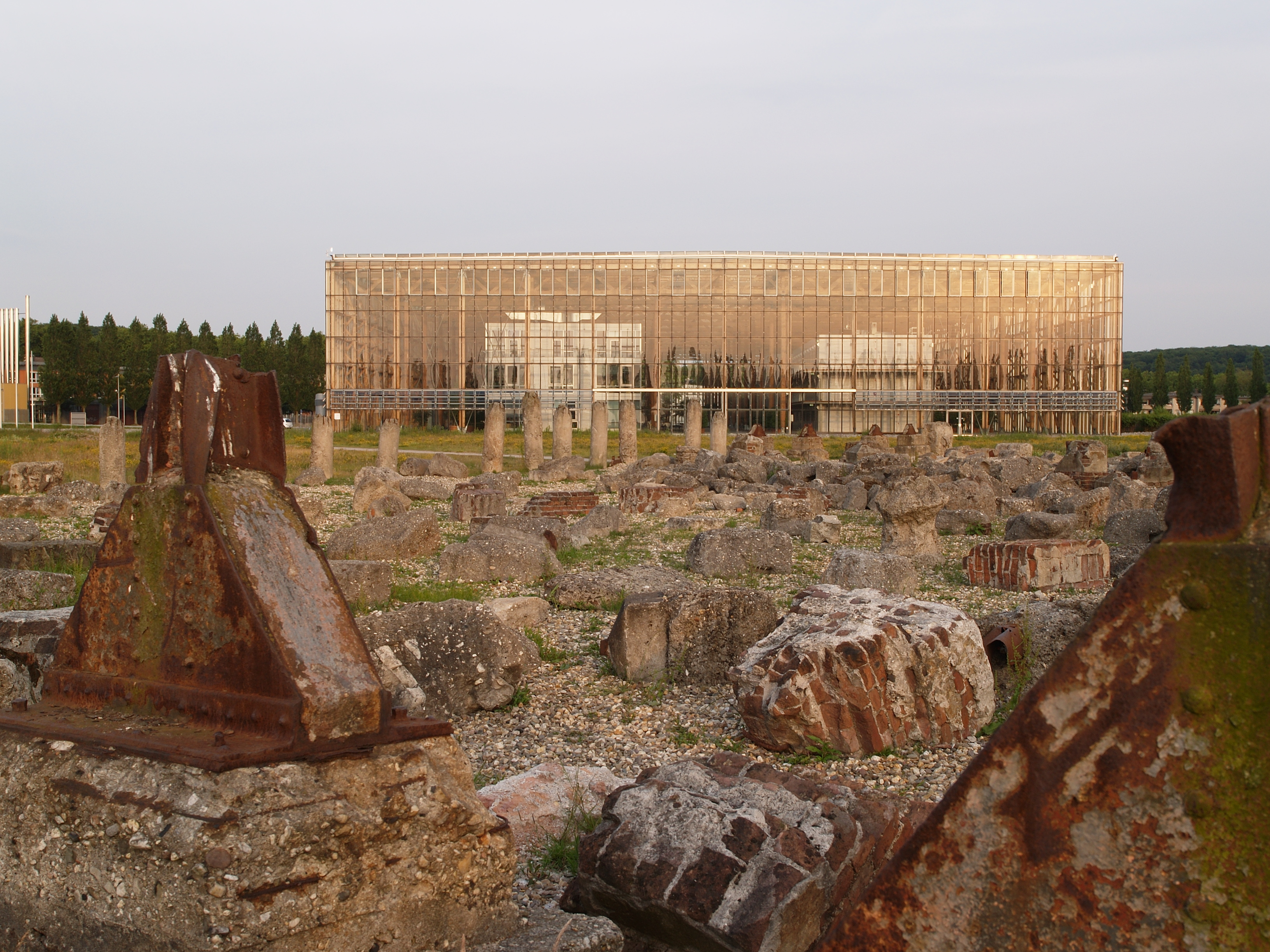
Stelenfeld aus Betonresten, Akademie im Hintergrund

### Trümmerfeld an der Zeche Mont Cenis
Versatzstücke alter Industriebauten des Ruhrgebiets wie Mauerteile, Fundamentblöcke und Säulenstücke sind zu einem Stelenfeld arrangiert, das im Kontrast zur modernen Architektur der Akademie steht nördlich der Akademie Mont-Cenis in Herne.

### Circle of Remembrance (1992–1993)
Ein großer Kreis aus Baumstämmen und anderen Naturmaterialien markiert die ehemalige innerdeutsche Grenze im Harz. Gleichzeitig besteht ein Bezug zum in dieser Gegend verbreiteten Glauben an Hexenkreise.

### Weitere Projekte

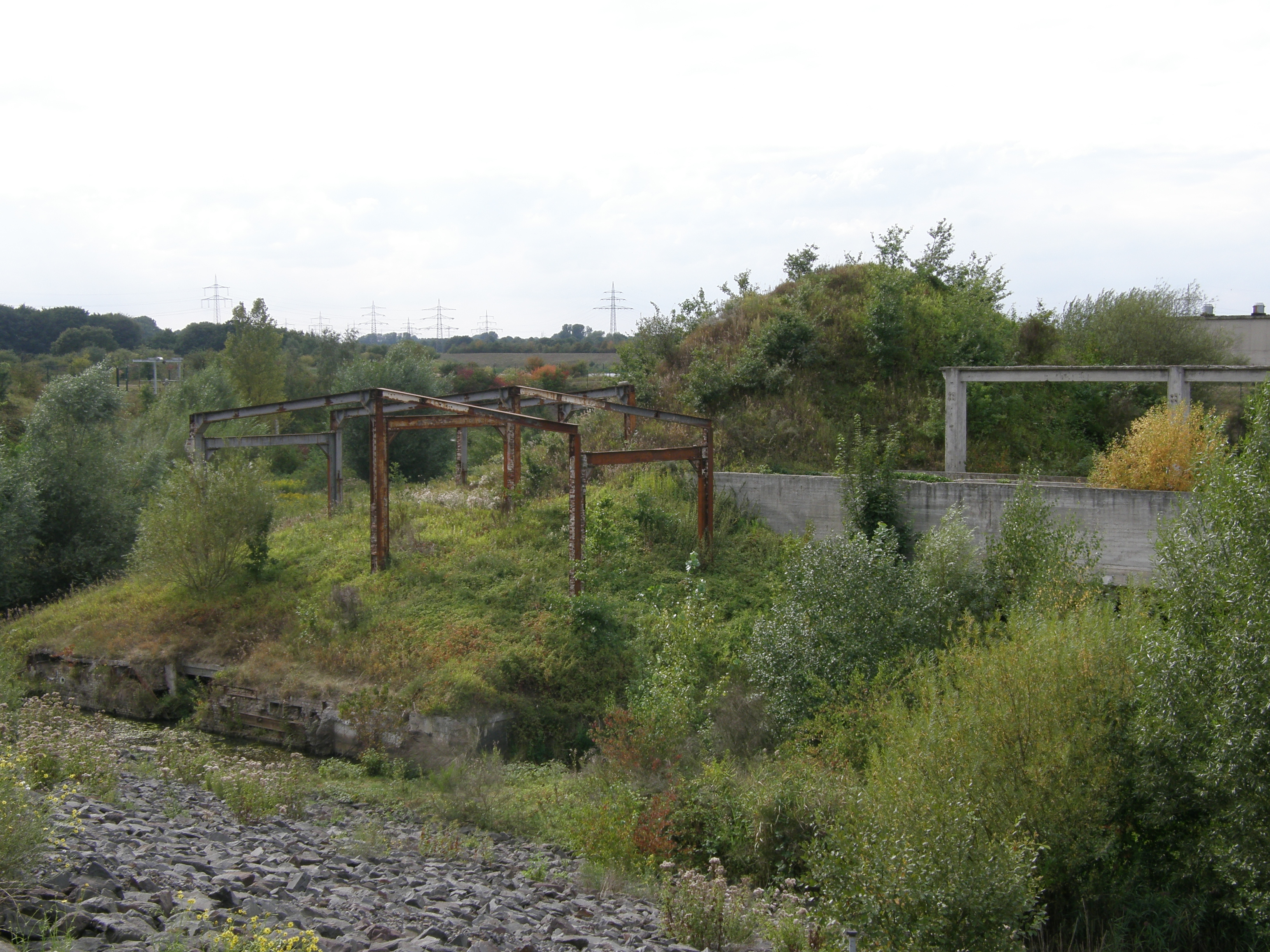
Hügel und Gebäudereste bei der Landschaftskunst „Wasserstände“

- Arbor Inversa auf der Donauinsel in Wien
- Yellow Ramp, 1993–1995 in Pritzen (Niederlausitz)
- Museum der verlorenen Wünsche, Ideen zur Nutzung stillgelegter Deponien
- Umgestaltung des Flussbettes Mulde an der Goitzsche in Bitterfeld
- The hill of contemplation (1996) in TICKON, Langeland, Dänemark
- Ring der Erinnerungen im Grenzmuseum Sorge
- Wasserstände, ein Landschaftskunst-Projekt rund um das alte, baufällige Wasserwerk Marl-Sickingmühle zwischen Kanal und Lippe (2000).